# Qualifications de la zone Afrique pour la Coupe du monde de rugby à XV 2007
Navigation
Qualifications Coupe du monde 2003 Qualifications Coupe du monde 2011
Les qualifications de la zone Afrique pour la coupe du monde de rugby à XV 2007 opposent quatorze participants du 12 mars 2005 au 11 novembre 2006. Elles se disputent sur quatre tours. Le vainqueur final est qualifié pour la Coupe du monde tandis que le deuxième joue un barrage contre le quatrième de la zone Europe. Comme en 2003, le favori est la Namibie.

## Liste des équipes participantes
| - Botswana - Cameroun - Côte d'Ivoire - Kenya - Madagascar | - Maroc - Nigeria - Namibie - Ouganda - Sénégal | - Eswatini - Tunisie - Zimbabwe - Zambie |

## Premier tour

### Tour 1a (préliminaires)

#### Poule Nord
| Pays     | J | V | N | D |
| -------- | - | - | - | - |
| Sénégal  | 2 | 2 | 0 | 0 |
| Cameroun | 2 | 1 | 0 | 1 |
| Nigeria  | 2 | 0 | 0 | 2 |

- 12/03/2005 : Sénégal 46 - 6 Nigeria
- 26/03/2005 : Cameroun 0 - 6 Sénégal
- 16/04/2005 : Nigeria 8 - 18 Cameroun

#### Poule Sud
| Pays     | J | V | N | D |
| -------- | - | - | - | - |
| Zambie   | 2 | 1 | 0 | 1 |
| Botswana | 2 | 1 | 0 | 1 |
| Eswatini | 2 | 1 | 0 | 1 |

- 12/03/2005 : Swaziland 24 - 23 Zambie
- 09/04/2005 : Zambie 28 - 24 Botswana
- 23/04/2005 : Botswana 19 - 12 Swaziland

#### Barrage
- 28/05/2005 : Sénégal 22 - 14 Zambie
- 04/06/2005 : Zambie 6 - 13 Sénégal

Le Sénégal est qualifié pour le Tour 1b.

### Tour 1b

#### Poule A
| Pays          | J | V | N | D |
| ------------- | - | - | - | - |
| Côte d'Ivoire | 2 | 2 | 0 | 0 |
| Zimbabwe      | 2 | 1 | 0 | 1 |
| Sénégal       | 2 | 0 | 0 | 2 |

- 25/06/2005 : Zimbabwe 21 - 15 Sénégal
- 09/07/2005 : Sénégal 6 - 20 Côte-d'Ivoire
- 23/7/2005 : Côte-d'Ivoire 33 - 3 Zimbabwe

#### Poule B
| Pays       | J | V | N | D |
| ---------- | - | - | - | - |
| Kenya      | 2 | 1 | 1 | 0 |
| Ouganda    | 2 | 1 | 0 | 1 |
| Madagascar | 2 | 0 | 1 | 1 |

- 11/06/2005 : Kenya 24 - 24 Madagascar
- 25/06/2005 : Ouganda 5 - 8 Kenya
- 10/07/2005 : Madagascar 14 - 18 Ouganda

La Côte d'Ivoire et le Kenya sont qualifiés pour le Tour 2.

#### Barrage
- 06/08/2005 : Zimbabwe 22 - 16 Ouganda
- 20/08/2005 : Ouganda 20 - 9 Zimbabwe

L'Ouganda est qualifié pour le Tour 2.

## Tour 2
La phase de poules de la Coupe d'Afrique de rugby à XV 2006, tournoi organisé par la Confédération africaine de rugby, sert pour le deuxième tour des de qualifications. La Namibie et le Maroc arrivés premiers des poules A et B sont qualifiés pour le Tour 3.
| Poule A | Poule B |
| --- | --- |
| - 27/05/2006 : Namibie 82 - 12 Kenya - 10/06/2006 : Kenya 25 - 21 Tunisie - 01/06/2006 : Tunisie 24 - 7 Namibie - 09/09/2006 : Kenya 30 - 26 Namibie - 23/09/2006 : Tunisie 31 - 12 Kenya - 07/10/2006 : Namibie 23 - 15 Tunisie | - 03/06/2006 : Maroc 36 - 3 Ouganda - 17/06/2006 : Côte d'Ivoire 9 - 9 Maroc - 01/06/2006 : Ouganda 32 - 7 Côte d'Ivoire - 09/09/2006 : Ouganda 3 - 5 Maroc - 23/09/2006 : Côte d'Ivoire 18 - 7 Ouganda - 07/10/2006 : Maroc 23 - 7 Côte d'Ivoire |
| 1. Namibie 2. Tunisie 3. Kenya | 1. Maroc 2. Côte d'Ivoire 3. Ouganda |

## Tour 3
Le tour 3 se déroule le 28 octobre et le 11 novembre 2006. La Namibie est qualifiée pour la Coupe du monde 2007. Le Maroc joue le tour de repêchage.
| Équipe 1 | Résultat | Équipe 2 | Aller  | Retour |
| -------- | -------- | -------- | ------ | ------ |
| Namibie  | 52 - 15  | Maroc    | 25 - 7 | 27 - 8 |